# Нурдшен-картано
Нурдшен картано (фін. Nordsjön kartano, швед. Nordsjö gård, укр. Нурдшен-картано — садиба Нурдше) — квартал району Вуосаарі у Східному Гельсінкі, Фінляндія. Площа — 1,28 км², населення — 6 осіб. Паркова зона. 50 га терену відведена під гольфове поле.

## Посилання

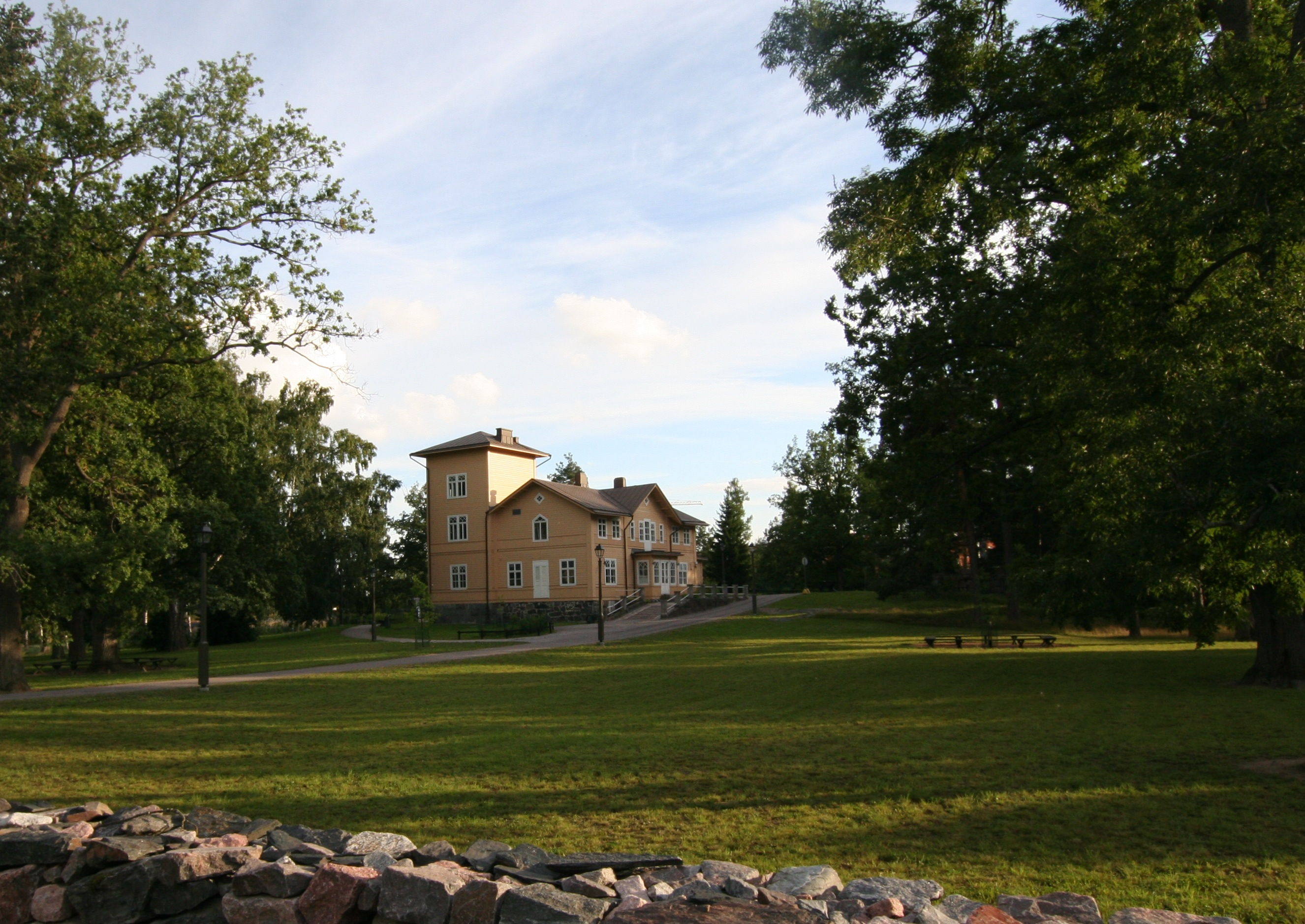
власне садиба Нордсьйон
Нордсьйон-картано на мапі Гельсінкі